# Сан-Тельмо (корабель)
62°20′00″ пд. ш. 60°30′00″ зх. д. / 62.33333333° пд. ш. 60.5° зх. д.
«Сан-Тельмо» (ісп. San Telmo[а]) — іспанський корабель, який зник в межах мису Горн у вересні 1819 року із 644 матросами, солдатами й морськими піхотинцями. Якби хтось із екіпажу «Сан-Тельмо» вижив, то вони були б першими людьми в історії, які дісталися до Антарктиди.

## Будівництво та характеристики
Корабель будувався в Королівській верфі Естейро, Ферроль, Іспанія. Будівництво завершено 1788 року, а вже наступного року його доставили Королівському флоту.
Корабель був оснащений 74 гарматами, двопалубний. Довжина «Сан-Тельмо» становила 52 метрів, максимальна ширина — 14,5 метрів. Приблизна водотоннажність становила 2750 тонн.

## Історія
1819 року король Іспанії Фернандо VII вирішив посилити військово-морський контингент Іспанії в Перу. У травні 1811 року ескадра під командуванням Росендо Порлієр-і-Астегуєта (ісп. Rosendo Porlier y Asteguieta) у складі 4 військових кораблів вирушила з Кадіса (Іспанія) до Кальяо (Перу). Судна мали доставити не тільки військове підкріплення іспанським силам, які вели боротьбу з місцевими повстанцями, а й зарплатню, тому на їх борту був вантаж срібних монет. «Сан-Тельмо», яким командував капітан Хоакін де Толедо-і-Парра (ісп. Joaquín de Toledo y Parra), був флагманським кораблем ескадри. На його борту були 644 матросів, солдатів та морських піхотинців.
У районі Тропіку Рака корабель «Олександр І» (ісп. Alejandro I), придбаний Іспанією у Росії, через незадовільний технічний стан був змушений був повернутися. Решта суден досягли Південної Америки і спробували обійти мис Горн. Проте характерні для цієї місцевості шторми змусили ескадру відійти ще далі на південь. Відтак командири кораблів ухвалили рішення розділитися, про що йдеться в бортових записах фрегата «Приморосса-Маріана» (ісп. Primorosa Mariana). Останній раз «Сан-Тельмо» бачили 2 вересня, судно рухалося на південь, маючи суттєві пошкодження керма та великої реї. Корабель затонув недалеко від острова Лівінгстон.
У жовтні 1819 року в північній частині острова Лівінгстон британський мореплавець Вільям Сміт виявив залишки потрощеного штормом «Сан-Тельмо». Він з'ясував, що це іспанське військове судно завдяки знакам, які вказували на приналежність корабля, зокрема, зображенню войовничого лева.
Про свою знахідку Вільям Сміт доповів представникові Британії, який вирішив спорядити експедицію на чолі з лейтенантом Едвардом Бренсфілдом для подальших пошуків загиблого «Сан-Тельмо» та розвідки нових земель. Під час цієї експедиції, 30 січня 1820 року, експедиція Едварда Бренсфілда та Вільяма Сміта дісталася півострова Трійці, що є частиною Антарктичного континенту.
6 травня 1822 року ВМС Іспанії подали пропозицію про виключення корабля та його екіпажу із реєстру, щоб виплатити компенсацію родинам.
Джеймс Ведделл, який плавав до Антарктики між 1822 та 1824 роками, теж знайшов залишки корабля на островах, і навіть залишки табору.
Серія чилійських та іспанських наукових місій (зокрема, з університету Сарагоси, а також іспанський океанографічний корабель «Гесперидес») провели археологічні дослідження, намагаючись знайти табір, де частина екіпажу могла б знайти притулок, поки вони не загинули від голоду і холоду. Ознаки такого табору були знайдені, проте сліди 644 членів екіпажу «Сан-Тельмо» відшукати не вдалося.

## Вшанування пам'яті
На честь корабля назвали острів на півночі від острова Лівінгстон. У місті Пуерто-Реаль (Іспанія) на честь «Сан-Тельмо» названо одну із площ.

## Виноски
1. ↑  Listado de los barcos construidos en los Reales Astilleros de Esteiro (PDF) (ісп.) . Процитовано 17.01.2020.
2. 1 2  Jones, 1985, с. 10.
3. 1 2 3  «Антарктичні скрепи» Росії та український слід в експедиції Беллінґсгаузена. До 200-річчя початку експедиції на шлюпах «Восток» та «Мирний». uac.gov.ua. 18.07.2019. Процитовано 17.01.2020.
4. 1 2  Notification of pre-1958 historic remains: The Spanish shipwreck “San Telmo” (Working Paper submitted by Spain). documents.ats.aq. Процитовано 17.01.2020.
5. ↑  14 святих, які допоможуть за найважчих життєвих обставин. credo.pro. 25.11.2019. Процитовано 18.01.2020.